# 吕宋番樱桃
吕宋番樱桃（学名：Eugenia aherniana）为桃金娘科番樱桃属下的一个种。